# Anisota peigleri
Anisota peigleri (tên tiếng Anh: Sâu bướm sồi sọc vàng) là một loài sâu bướm thuộc họ Saturniidae. Nó được tìm thấy từ phía đông nam bang Kentucky, phía tây nam Virginia, miền đông Tennessee và Bắc Carolina phía tây nam qua phía Tây Nam Carolina và Georgia vào trung tâm phía bắc-trung tâm Florida.
Nó là một loài gần đây đã mô tả (Riotte 1975) và cũng tương tự như trước đây và đã được xác định là Anisota senatoria (JE Smith).
Sải cánh là 43–69 mm. Con lớn mọc cánh từ giữa tháng 7 đến cuối tháng 8 trong một thế hệ. Con lớn bay ban ngày. Giao phối diễn ra từ giữa buổi sáng cho đến khi giữa buổi chiều.
Các ấu trùng chủ yếu ăn các loài sồi, bao gồm Quercus palustris. Chúng ăn chung thành nhóm trong quá trình phát triển. Con nhộng phát triển đầy đủ và qua mùa đông trong các khe trong thân cây. Con lớn không thức ăn.
Đây là một loài dịch hại thường xuyên trên cây sồi ở phía nam-đông Hoa Kỳ. Ở Florida, dân số phát sinh ổ dịch làm suy giảm cây nguyệt quế, cây sồi ở Gainesville từ năm 1996 đến năm 2001.

## Hình ảnh

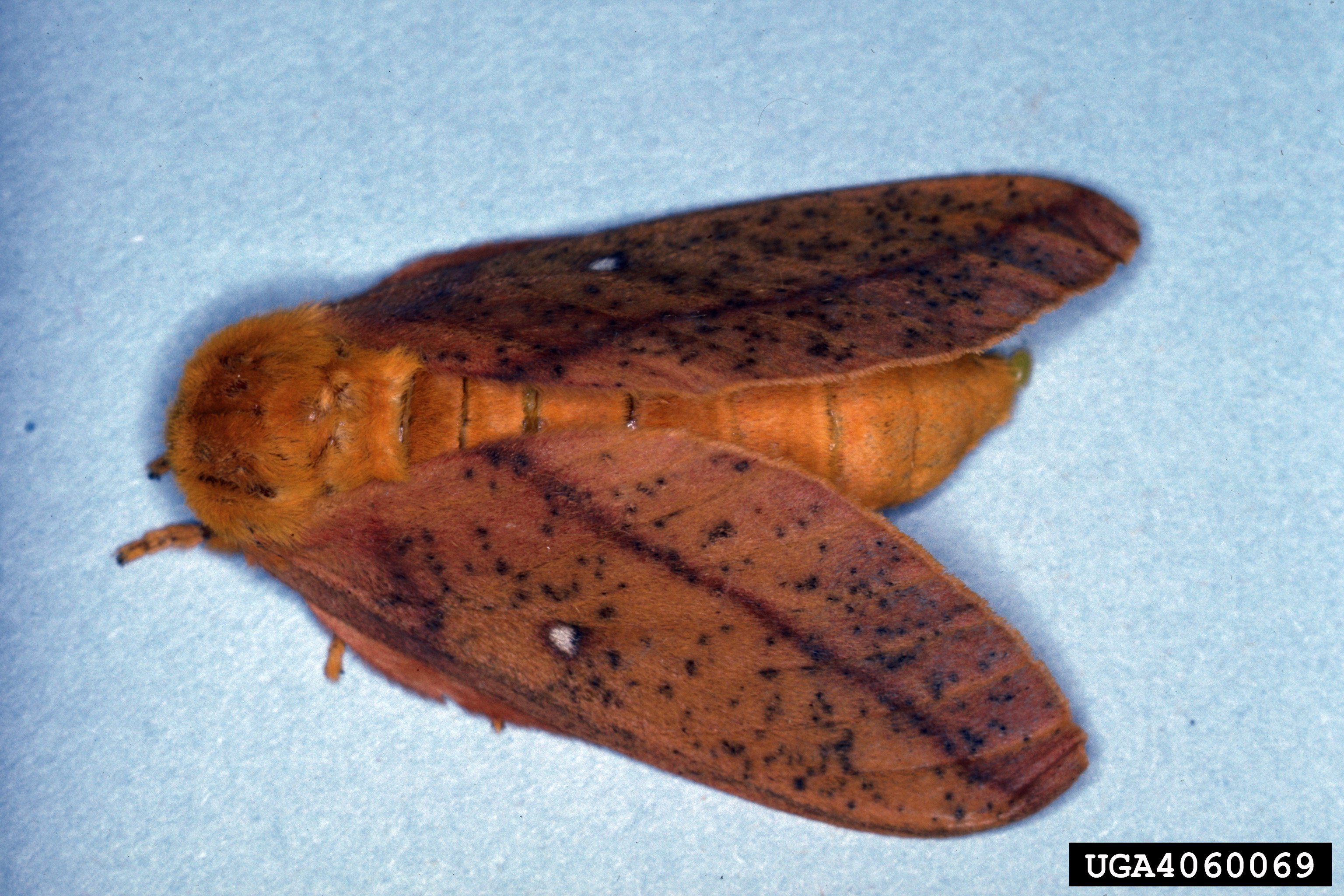